# Ман, Иван Александрович
Иван Александрович Ман (1903, Горки, Могилёвская губерния — 1982, Москва) — советский капитан дальнего плавания (с 1935 года). Почётный полярник.

## Биография
Родился в городе Горки Могилевской губернии (ныне — Могилевская область Белоруссии) в гражданском браке учителя математики Александра Богдановича Мана (по национальности — немец) и Агафьи Ивановны Козыревой. Изначально был записан на фамилию матери, однако, после смерти отца в 1913 году, мать добилась исправления документов, где были указаны фамилия Ман и отчество Александрович. Тогда же вместе с матерью переехал в Саратов. Усилиями своей тётки Люции Богдановны окончил Саратовское первое Александро-Мариинское реальное училище и поступил в политехнический институт, где учился в течение трёх лет. Одновременно занимался в яхт-клубе, был инструктором парусного спорта.
После закрытия института в 1923 году переехал в Петроград. Поступил в морской техникум, однако вскоре был отчислен за «недостаточно пролетарское происхождение». Восстановлен в техникуме после того, как самостоятельно совершил плавание из Петрограда до Астрахани на байдарке.
В 1926—1927 годах был боцманом учебного парусного судна «Товарищ», совершил плавание в Южную Америку. В 1929 году окончил Одесское мореходное училище. С того же года служил на лесовозе «Анастас Микоян» Балтийского торгового флота боцманом, третьим, вторым и старшим помощником капитана. Участвовал в Первой особой северо-восточной полярной экспедиции Наркомводу СССР. Впоследствии — старпом и капитан (с 1935 года) парохода «Кола», принимал участие в арктических плаваниях. С 1936 года — капитан парохода «Правда», который совершил сквозной переход Северным морским путём.
В 1940—1941 годах — заместитель начальника Дальневосточного пароходства по мореплаванию. С началом Великой Отечественной войны командовал судами «Трансбалт», «Турксиб», «Войков» на Дальнем Востоке. С 1943 года служил на Чёрном море, был капитаном пассажирских лайнеров «Украина» (с 1945 г.) и «Россия» (с 1951 г.).
17 июня 1945 года «Украина» открыла крымско-кавказскую линию, первую послевоенную пассажирскую линию на Чёрном море. С 1953 года — член коллегии Министерства морского флота СССР.
В 1954 году И. А. Ман переведён в Москву, где назначен Главным ревизором по безопасности мореплавания Министерства морского флота СССР и одновременно членом Коллегии министерства.
В 1955 году дизель-электроход «Обь», капитаном которого был И. А. Ман, стал флагманом Первой комплексной антарктической экспедиции. Впоследствии ещё трижды водил его до берегов Антарктиды, регулярно доставлял грузы на советские научно-исследовательские станции. В 1957—1958 годах совершил 310-дневное кругосветное плавание с научной экспедицией на борту «Оби». Впоследствии командовал рядом судов в антарктических рейсах.
В последние годы своей работы И. А. Ман возглавлял Полярную комиссию московского филиала Географического общества СССР. Работал старшим экскурсоводом на выставке «Морской флот СССР» (читал лекции, водил экскурсии).
Похоронен, согласно завещанию, на острове Буромского возле станции «Мирный» в Антарктиде.

## Награды
Награждён орденом Ленина, дважды Трудового Красного Знамени, Отечественной войны 1-й степени, «Знак Почёта» и медалями.

## Память
Грузовой теплоход ледового класса Дальневосточного пароходства России носил имя «Капитан Ман».
Иван Ман является прототипом старшего помощника Лома — персонажа книги А. С. Некрасова «Приключения капитана Врунгеля» и её экранизаций. В 1924 году Ман и его друг Андрей Вронский (прототип капитана Врунгеля), будучи студентами Морского техникума, отремонтировали старую яхту, мечтая отправиться на ней в несостоявшееся кругосветное путешествие, что и послужило прообразом событий книги — в ней Врунгель и Лом как раз путешествовали на яхте вокруг света. Фамилия персонажа образована по аналогии: Ман по-немецки означает «мужчина» (Mann), а по-французски «мужчина» — «l’homme» (звучит как русское «Лом»).

## В сети
- Лившиц Владимир. Выбрал не музыку, а море. Капитан Ман из Горок